# Dafawa
Dafawa ist ein Dorf in der Stadtgemeinde Illéla in Niger.

## Geographie
Das Dorf liegt etwa 39 Kilometer südwestlich des Stadtzentrums von Illéla, der Hauptstadt des gleichnamigen Departements Illéla in der Region Tahoua. Größere Dörfer in der Umgebung sind das rund 14 Kilometer nördlich gelegene Dangona und das rund 14 Kilometer östlich gelegene Toullou.

## Bevölkerung
Bei der Volkszählung 2012 hatte Dafawa 7002 Einwohner, die in 1123 Haushalten lebten. Bei der Volkszählung 2001 betrug die Einwohnerzahl 4536 in 709 Haushalten und bei der Volkszählung 1988 belief sich die Einwohnerzahl auf 2953 in 460 Haushalten.

## Kultur und Sehenswürdigkeiten
Zu den Sehenswürdigkeiten im Dorf zählt das Grab des Kriegers Washar, dessen Vater Mallam war, der Gründervater des traditionellen Herrschersitzes von Illéla.

## Wirtschaft und Infrastruktur
Mit einem Centre de Santé Intégré (CSI) ist ein Gesundheitszentrum im Dorf vorhanden. Es gibt eine Schule.